# Gazaremsan

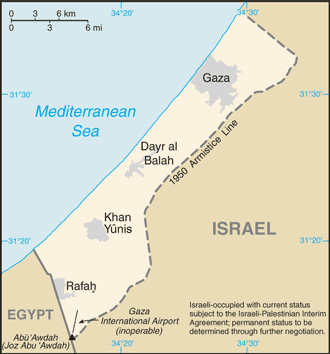
Karta över Gazaremsan

Gazaremsan (arabiska قطاع غزة, Ġazzah/Qita' Ghazzah; hebreiska רצועת עזה, Retzu'at 'Azza) är en smal kustremsa utmed Medelhavet i den sydvästra delen av det historiska Palestina. Området är 41 km långt samt mellan 6 och 12 km brett. I sydväst gränsar remsan mot Egypten och i norr, söder och öster till Israel. Inom området ligger städerna Gaza, Dayr al-Balah, Khan Yunis och Rafah. Gazaremsan styrs idag formellt av den Palestinska myndigheten men i realiteten av Hamas.
2,1 miljoner palestinier var bosatta på Gazaremsan före krigsutbrottet 2023, varav cirka 80% är eller påstås härstamma från flyktingar från andra delar av Palestina. Under striderna och kriget 1947–1949 flydde en stor del av den palestinska arabiska, muslimska och kristna befolkningen från det område som blev staten Israel till grannländerna. Staten Israel införde år 1950 en lag som hindrade dessa flyktingar från att bli israelisk medborgare och bosätta sig i Israel; de blev statslösa palestinier utan rösträtt vid val till knesset. Befolkningen i Gazaremsan har sedan växt snabbt på grund av höga födelsetal, cirka 4,4 barn per kvinna år 2014.
Gazaremsan kom under egyptisk kontroll som ett resultat av 1948 års arabisk-israeliska krig. Invånarantalet var då cirka 60 000 personer. Gränserna och namnet Gazaremsan fastställdes när Israel och Egypten undertecknade vapenstilleståndsavtalet 1949. Området erövrades av Israel under sexdagarskriget 1967. Då hade invånarantalet ökat till drygt 300 000.
År 2005 avvecklades områdets judiska bosättningar på initiativ av Ariel Sharon, och israeliska trupper lämnade Gazaremsan. Israel behöll kontrollen över luftrum, territorialvatten, gränsövergångar, valuta och handel.  
I juni 2007 tog den terrorstämplade organisationen Hamas kontroll efter att ha fått 65 procent av mandaten i lokalvalet och ha gått segrande ur strider med Fatah-anhängare. Hamas har kontrollerat området sedan dess, och 2007 betecknades Gazaremsan av Israel som fientligt territorium efter palestinska raketattacker mot Israel.
Varken människor eller varor kommer in eller ut från remsan utan Israels eller Egyptens tillstånd. Efter Gazakriget 2008–2009 har Israel upprätthållit sin blockad, som dock har utsatts för kraftig kritik. Dels för att effekten mot vapensmugglingen är mycket omtvistad, dels för att blockaden varit mycket ekonomisk fördelaktig för Hamas, som tjänar stora pengar på tunneltrafiken, medan sekulära affärsmän och industrier hamnat i ekonomisk kris.

## Geografi
Gazaremsan är belägen på en relativt plan kustslätt längs Medelhavet, strax nordöst om Sinaihalvön och har en yta på 363 km2. Medeltemperaturen är 13 °C under vintern och över 25 °C på sommaren. Den genomsnittliga årsnederbörden ligger på ungefär 300 mm.

## Historia

### Den egyptiska ockupationen
Gazaremsan ingick i det brittiska NF-mandatet Palestina (det vill säga utfärdat av Nationernas förbund) och ockuperades 1948 av Egypten. Egypten bestämde 1959 att området skulle införlivas i Förenade arabrepubliken, det vill säga bli en del av Egypten. Under sexdagarskriget i juni 1967 erövrades området av Israel, och i samband med freden i Camp David i september 1978 avsade sig Egypten alla anspråk på området (liksom Jordanien senare gjorde med Västbanken).

### Den israeliska ockupationen
I samband med sexdagarskriget 1967 tog Israel Gazaremsan i besittning, liksom hela Sinaihalvön från Egypten, Västbanken från Jordanien och Golanhöjderna från Syrien. Senare utrymda judiska bosättningar etablerades på Gazaremsan i omgångar. Bosättarna kom från egentliga Israel eller invandrade från till exempel USA, Ryssland och ett flertal andra länder. Bosättningarna var länge hårt bevakade befästa enklaver omgivna av palestinier och skyddade av israelisk militär.[förklaring behövs] År 2005 upphörde ockupationen, då de israeliska soldaterna och judiska bosättarna lämnade Gazaremsan.[källa behövs]
Det finns en internationell flygplats i Gaza, Yasser Arafat International Airport(en), som var operativ mellan 1998 och februari 2000, där säkerhetsarrangemangen sköttes av Israels militär. I anslutning till Al-Aqsa-intifadan och en palestinsk terrorattacker, där fyra israeliska soldater dödades, genomförde israeliska stridsplan en bombattack den 4 december 2001 som förstörde landningsbanor och flera byggnader.
År 2004 inleddes, på den israeliska premiärministern Ariel Sharons initiativ, tillbakadragandet av de israeliska trupperna, och i augusti 2005 följde avvecklandet av de judiska bosättningarna i Gaza samt fyra bosättningar på Västbanken. Den 17 augusti 2005 löpte tidsfristen ut för de judiska bosättarna att lämna Gaza på frivillig väg. Israelisk polis och militär sattes in för att avhysa resten, liksom de tillresta aktivister som försökte stoppa hela processen. När detta var klart överlämnades kontrollen över bosättningarnas markområden till Palestinska myndigheten.[källa behövs]
De israelisk-palestinska industrizonerna sysselsatte både palestinier och israeler under den israeliska ockupationen. Israel ansvarade bland annat för säkerheten och kunnande, men projekten har inte kunnat upprätthållas efter att Israel lämnade Gaza. På Gazaremsan pågår interna motsättningar mellan Hamas och Fatah, vilket utmynnade i ett inbördeskrig mellan de två parterna år 2007 där Hamas segrade och tog kontrollen över området.

### Blockaden
År 2007 utsågs Gazaremsan till fientligt territorium av Israel efter att Hamas, som inte erkänner staten Israel och kämpar för en palestinsk stat som omfattar hela Israels landområde, tagit kontrollen i Gaza och genomfört flera raketattacker mot Israel.
Även Egypten blockerade sina gränsövergångar till Gazaremsan.[källa behövs]
En FN-rapport i augusti 2009 kritiserade Israels blockad av Gaza, som sägs ha åstadkommit en långvarig allvarlig humanitär kris.

### Gazakonflikten 2008–2009
Gazakriget 2008–2009 innebar en upptrappning av den långdragna Israel-Palestina-konflikten i samband med att Israel inledde Operation Gjutet bly (hebreiska מבצע עופרת יצוקה, Mivtza Oferet Yetzuka; engelska Operation Cast Lead). Operationen genomfördes av den israeliska militären och riktades mot Hamas på Gazaremsan. Den inleddes den 27 december 2008 med luftangrepp utfört av det israeliska flygvapnet och fullföljdes med marktrupper. Israel anklagades för ett folkmord på palestinska barn och kvinnor på Gazaremsan.

## Gränsbarriärer

### Egypten–Gaza
År 2009 började Egypten bygga en underjordisk stålbarriär av längd 10–11 km längs gränsen mot Gazaremsan och som sträckte sig 18 meter ner i marken. Den byggdes nära den redan byggda gränsmuren. Barriären syftade till att stoppa insmugglingen av vapen till Gaza via tunnlar, då israeliska myndigheter menade att de raketer som avfyrades mot Israel från Gaza kommit genom tunnlarna.
År 2020 började Egypten bygga en ny mur mot Gaza, sex meter hög och som sträckte sig ner till fem meter under marknivå. Den nya muren var tänkt att försvåra för extremister att ta sig in i Sinaihalvön från Gaza. Hamas var officiellt t.o.m. 2016, en militär gren av islamistiska, Muslimska brödraskapet, en organisation som är förbjuden i Egypten.

### Israel–Gaza
I februari 2019 påbörjade Israel bygget av en sex meter hög barriär som omgärdade Gazaremsan. Barriären omfattade också en underjordisk mur, tänkt att stoppa Hamas tunnelkrigföring.

## Befolkning
| Befolkningsutveckling i Gazaremsan Rådata                                                                                     |
| --- |
| antal personerår0300 000600 000900 0001 200 0001 500 0001 800 0002 100 0002 400 00019501967198420012018befolkning Datakällor: |

På Gazaremsan bor drygt 2 miljoner människor och den totala arean är 363 kvadratkilometer. En uppskattning gjord 2023 angav antalet människor till 2 226 544, vilket ger en befolkningstäthet på 6024 invånare/kvadratkilometer.
År 2014 visade befolkningsstatistik att Gazaremsan hade en ovanligt hög andel unga, då 43,5 procent var 14 år eller yngre jämfört 32 procent i Egypten och 27 procent i Israel. Bara en handfull länder i Afrika hade lägre medianålder. Detta berodde på att den totala fertiliteten var 4,4 barn, vilket var en minskning från 8,3 barn per kvinna år 1991. Detta innebar att Gaza hade bland de högsta fertilitetstalen i världen. Medianåldern i Gaza är 18 år, att jämföra med världsgenomsnittet på 28 år.